# Рамаццини, Бернардино
Бернарди́но Рамацци́ни (или Рамадзини; итал. Bernardino Ramazzini; 4 октября 1633, Карпи — 5 ноября 1714, Падуя) — итальянский врач, последователь ятрофизики.
Окончил университет в Парме со степенью доктора медицины и философии. С 1671 года жил в Модене, в 1682 году основал и возглавил кафедру медицины в Моденском университете. В этот период Рамаццини занимался преимущественно вопросами эпидемиологии, в том числе лечения малярии. С 1700 года — профессор медицины в Падуанском университете.
Рамаццини считается родоначальником медицины профессиональных заболеваний, в основу которой легла его работа «О болезнях рабочих» (лат. De Morbis Artificum Diatriba; 1700) — обзор заболеваний рабочих 52 специальностей, вызываемых соприкосновением с химикатами, металлами, пылью и т. п. На протяжении XVIII века труд Рамаццини был переведён на основные европейские языки (в том числе Робертом Джеймсом на английский и Антуаном-Франсуа Фуркруа на французский).
В честь Рамаццини названа Коллегия Рамаццини — основанная в 1982 году организация медиков, занимающихся проблемами производственных заболеваний и болезней, вызванных состоянием окружающей среды. Коллегия Рамаццини вручает ежегодную медаль его имени за заслуги в соответствующей области медицины.